# سوتا واتانابي
سوتا واتانابي (باليابانية: 渡邊 創太) (مواليد 25 أغسطس 2000) هو لاعب كرة قدم ياباني.

## وصلات خارجية
- سوتا واتانابي على موقع رابطة كرة القدم اليابانية للمحترفين (اليابانية)
- سوتا واتانابي على موقع قاعدة بيانات كرة القدم.إي يو (الإنجليزية)
- سوتا واتانابي على موقع Soccerway.com (الإنجليزية)
- سوتا واتانابي على موقع عالم كرة القدم.نت (الإنجليزية)